# Mikrobiologi
Mikrobiologi er læren om biologiske organismer, der oftest kun er synlige i mikroskop. Eksempelvis bakterier, virus og svampe. Disse mikroorganismer vil ofte blive fremavlet som cellekultur.